# Saint-Germain-des-Essourts
Saint-Germain-des-Essourts is een gemeente in het Franse departement Seine-Maritime (regio Normandië) en telt 372 inwoners (2005). De plaats maakt deel uit van het arrondissement Rouen.

## Geografie
De oppervlakte van Saint-Germain-des-Essourts bedraagt 9,4 km², de bevolkingsdichtheid is 39,6 inwoners per km².
De onderstaande kaart toont de ligging van Saint-Germain-des-Essourts met de belangrijkste infrastructuur en aangrenzende gemeenten.

## Demografie
Onderstaande figuur toont het verloop van het inwonertal (bron: INSEE-tellingen).